# Franck Damour
Pour les articles homonymes, voir Damour.
Franck Damour (né en 1971) est un agrégé d’histoire[Quand ?] et un essayiste français.
Auteur de plusieurs ouvrages, il est chercheur associé à l'université catholique de Lille depuis 2016.

## Biographie
Codirecteur de la revue Nunc, il écrit aussi pour la revue Christus et le mensuel Études. Auteur de plusieurs ouvrages, c’est un spécialiste des intellectuels orthodoxes Nicolas Berdiaev et Olivier Clément. Il travaille également sur le transhumanisme, dont il est un opposant.

## Œuvres
- Olivier Clément, un passeur : Son itinéraire spirituel et théologique, Anne Sigier, Québec, 2003  (ISBN 978-2-89129-423-2)
- Qu’avons-nous fait de l’au-delà ?, éditions Bayard, 2011  (ISBN 2227482362)
- Le pape noir : Genèse d'un mythe, éditions Lessius, 2013  (ISBN 2872992332)
- La tentation transhumaniste, Éditions Salvator, 2015  (ISBN 9782706712111)[4]
- Heureux les mortels, De Corlevour, 2016  (ISBN 2372090216)